# كنيسة القديس أوغسطينوس والقديس فيديل بحلق الوادي
كنيسة القديس أوغسطينوس والقديس فيديل بحلق الوادي (بالفرنسية: Église Saint-Augustin et Saint-Fidèle de la Goulette)‏ هي كنيسة كاثوليكية تقع في مدينة حلق الوادي في ضواحي تونس العاصمة في تونس.

يتم إدارة الكنيسة من قبل الرهبنة الكبوشية الصقلية، وذلك وسط حي صقلية الصغيرة في ضواحي العاصمة.

حتى وإن وجدنا سجلات الرعايا منذ سنة 1838، فالكنيسة الحالية بدأ بنائها في 1848، وانتهت الأشغال في 1872. الكاردينال شارل مارسيال لافيجري طلب من الأوغسطينيين في مالطا بالإشراف على الكنيسة، وكان أشهرهم الأب ساليبا (Salibat) الذي قام بتغييرات في المبنى. بعد ذلك سرعان ما بدأت مكان كثير الحركية مع الحج في كنيسة نوتردام دو تراباني والموكب الذي كان يقام في المدينة، والدي كان أقيم لأخر مرة في 15 أغسطس 1965.

منذ 2007، يخضع المبنى لأشغال ترميم وصيانة، والرسام الإيطالي ألبيرتو بوغاني قام بتغيير زينة الكنيسة.

تستقبل الكنيسة جالية ناطقة بالإنجليزية، خاصة الأفارقة، وذلك كل يوم أحد أثناء القداس الإلهي. مجموعة من أخوات راهبات المحبة (التابعة للأم تريزا) تعيش في نفس المكان، وذلك بالاعتناء بعدة جدات كبار في السن والذين يريدون إنهاء حياتهم في تونس. مجموعة من آباء جماعة البعثة، الذين يسمون لعازريين (نسبة لسبت لعازر) جاؤوا للانتصاب في نفس المكان في سبتمبر 2011.